# Felipe Aguilar
Felipe Aguilar Schüler (Valdivia, 7 de noviembre de 1974) es un golfista chileno, profesional de la especialidad desde 1999. Desde ese año ha ganado más de 30 torneos en Chile y ha conseguido su mayor logro internacional al adjudicarse el abierto de Indonesia, correspondiente al European Tour, el 17 de febrero de 2008.
En 2013 logró ocho top 10 en 27 torneos del European Tour, destacándose un segundo puesto en el Open de España (luego de ocho hoyos de playoffs), dos terceros puestos en el Dubai Desert Classic y el Abierto de Joburg, y un cuarto puesto en el Abierto de Italia. Por tanto, resultó 50.º en la clasificación final de la temporada.
Representando a Chile, obtuvo la medalla de oro en los Juegos Suramericanos de 2014 y la medalla de bronce en los Juegos Panamericanos de 2015.

## Triunfos como aficionado (4)
- 1990 Abierto de Chile (aficionado)
- 1991 Abierto de Chile (aficionado), Campeonato Sudamericano
- 1992 Abierto de Chile (aficionado)

## Triunfos profesionales (4)

### European Tour (2)
- 2008 Abierto de Indonesia
- 2014 The Championship at Laguna National

### Challenge Tour (2)
- 2007 Postbank Challenge
- 2007 OKI Mahou Challenge de España

### Otros triunfos (3)
- 2002: Abierto de Chile
- 2008: Abierto de Chile
- 2014: Juegos Suramericanos de 2014
- 2016: Abierto de Chile
- 2017: Abierto de Chile

## En equipo

### Aficionado
- Trofeo Eisenhower (representando a Chile): 1996, 1998

### Profesional
- Copa del Mundo de Golf (representando a Chile): 2003